# Marie assise sur une pierre
 (décembre 2020).
Marie assise sur une pierre est une ronde enfantine française,.

## Paroles
Marie assise sur une pierre, Sur une pierre !

Elle ép'luche des pommes de terre

Pommes de terre, pommes de terre

Elle ép'luche des pommes de terre

Pommes de terre

Voilà son frère qui arrive

Il lui donne trois coups d'couteau

Voilà son père qui arrive

Qu'a tu donc fait à ta sœur ?

J'y ai donné trois coups d'couteau

Voilà sa mère qui arrive

Qu'a tu donc fait à ta sœur ?

J'y ai donné trois coups d'couteau

Y'a l'boulanger qui arrive

Voilà l'boucher qui arrive

etc...